# Lukovska banja
Lukovska banja se nalazi na jugu Srbije, na istočnim padinama Kopaonika (na nadmorskoj visini od 681 m). Udaljena od Beograda oko 300 km.
Geografski položaj Lukovske banje, značajna nadmorska visina i atraktivna priroda, čine je dobrim klimatskim lečilištem pogodnim za odmor, rekreaciju i oporavak.
Po broju izvora termomineralnih voda temperature 56-69°C i njihovoj izdašnosti (100 litara u sekundi), spada u red najbogatijih u zemlji.

## Banja u prošlosti
Lekovite vode Lukovske banje koristili su još stari Rimljani, o čemu svedoče ostaci cevi i građevina otkriveni u gornjem delu banjskog naselja.
Postoje ostaci kupatila koje je koristio kralj Milutin za vreme svog boravka u ovim krajevima i gazdovanja nad rudnicima. I u srednjem veku korišćene su lekovite vode sa ovih izvora, a takođe i u vreme Turaka, o čemu svedoči podatak da se ovo mesto u Kruševačkom defteru N° 567 iz 1575. godine, zove "Banja Lukova" i ima jedno kupatilo - hamam. Posle oslobođenja od Turaka 1878. godine, u banji je uređen jedan bazen, koji je korišćen za kupanje i lečenje bolesnika. Prvo kupatilo je od dasaka urađeno oko 1900. godine. Međutim, bez obzira što nije bilo više kupatila narod je dolazio i kupao se u virovima, pa je banja do Prvog svetskog rata bila dobro posećena i u njoj je godišnje boravilo oko 1.500 gostiju.
Prvo savremenije kupatilo sa muškim i ženskim bazenom izgrađeno je 1948. godine. Intenzivan razvoj banje počinje 1999. godine izgradnjom hotela "Kopaonik", od kada se uvrstila u red poznatijih banja u Srbiji.
Bogat i raznovrstan biljni svet je omogućio da u Lukovskom kraju žive razni krupni sisari, pernata divljač i dr. Prema narodnom predanju ovde je često boravio kralj Milutin zbog izvanrednih uslova za lov.

### Crkva Svetog Mine
Crkva Svetog Mine nalazi se u centru sela Štava, na 5,5 km od Lukovske Banje ili oko sat vremena pešačenja (42 km od Kuršumlije). Po narodnom verovanju, preci sadašnjih stanovnika preneli su pri doseljavanju svoju slavu Svetog Minu i sagradili crkvu za vladavine kralja Milutina. Crkva svetog Mine (u narodu poznata i kao Mrkšina crkva), nalazi se u centru sela Štava, na seoskom groblju, sa desne strane puta Lukovska Banja-Leposavić. Turci su porušili crkvu u prvom naletu posle Kosovske bitke, koja je obnovljena 37 godina posle boja na Kosovu, ali su je Turci ponovo porušili.
Crkva je u osnovi jednobrodna građevina sa polukružnom oltarskom apsidom i pripratom. Spoljne dimenzije crkve su 9,35m (dužina) i 5,80 m (širina). Krov je na dve vode a pokrivena je kamenim pločama. Građena je od lomljenog i tesanog kamena i profilisane sige upotrebljene za završni krovni venac. Naos je osvetljen sa po jednim uskim prozorom sa severne i južne strane, kao i otvorom ispred apsidijalne konhe (Radović A. i dr., 1983, br.28). U tekstu naosa na samom nadvratku, piše da je crkva osvećena za vreme patrijarha Pajsija, tj. između 1614. i 1647. godine. Crkva ima sve odlike spomenika ove vrste građene u vreme turske dominacije, posle obnove Pećke patrijaršije, pa predstavlja najznačajniji objekat iz tog perioda u Toplici.
Unutrašnjost crkve je bila u celini živopisana ali su u požarima pojedini delovi živopisa stradali, delimično ili potpuno. Freske su islikane postojanim bojama u vizantijskom stilu. Na osnovu sačuvanih slika može se zaključiti da je oslikavanje veoma znalački osmišljeno. Na relativno malom prostoru predstavljen je uobičajeni tematski i ikonografski sadržaj, koji obrađuje najvažnije događaje iz hrišćanske istorije

### Crkva Svetog Đorđa
Crkva Svetog Đorđa nalazi se na kamenom visu Nenadov kamen (975 m nadmorske visine) koji predstavlja izvanredan vidikovac, do kojeg se od hotela "Kopaonika" dolazi na dva načina. Lakšom stazom u dužini od 1900 m i kraćom ali težom u dužini od 900 m.
Crkva je sagrađena 2002. godine. Predanje kaže da je Sveti Sava na ovom mestu postavio krst i amanet da se tu izgradi crkva. Pored kulturne i istorijske vrednosti, obilazak ove crkve ima i prirodni i zdravstveni značaj - svi koji do nje dođu svedoče o tome da se posle toga osećaju znatno bolje, ne samo duhovno, već i fizički.

## Banja danas
Lukovska Banja je u sastavu sela Lukova, koje je oko 1,5 km nizvodno od nje. Banja je lokalni administrativno-upravni, privredni, obrazovni, zdravstveni i sportski centar za osam sela u veoma retko naseljenom (880 stanovnika na 134 km²) jugoistočnom delu Kopaonika tzv. Lukovskom kraju.
Planinske reke su nastanjene pastrmkama i bogate rečnim rakovima a naročito Štavska, Trebinjska i Lukovska reka.

### Treska
Najveću pažnju turista i prirodnjaka, svojom bizarnošću i originalnošću, privlači Štavska treska (1.439 m), ogranak Kopaonika, na severu od Štave. Ona se izdiže između između Štavske reke (na jugu), Blaževske reke (na zapadu) i Đerekaruše (na severu). Nju je još pre 110 godina istakao Tihomir R. Đorđević, sa "dva kamena roga (Velika i Mala treska) na vrhu, koji, okićeni šumom sa sviju strana, kao kakvom bujnom grivom, izgledahu u večernjoj rumeni nenadmašno čarobno".
Treska predstavlja najbolji vidikovac u čitavoj Toplici. U neposrednoj blizini vrha su neistražena pećinska crkva, ostaci neke građevine i kameni krstovi. Stara bukova šuma bogata je gljivama, lekovitim biljem (koje meštani beru 7. jula, na Ivandan) i izvorima hladne i pitke vode. Od lokaliteta Jagnjilo u selu Štava preko zaseoka Trečnjice, do vrha Treske, treba da se prepešači oko 4,5 km i savlada visinska razlika od 535 m, a za to treba oko sat i po napornog hoda.
Druga i bolja (obložnija) staza je od crkve Sv.Mine u Štavi preko zaseoka Željevo (Suva Česma - Glog - Treska).

### Crkva svetih apostola Petra i Pavla
Crkva svetih apostola Petra i Pavla je na seoskom groblju Lukova (Babića). Po narodnom predanju crkvu je podigao kralj Milutin, koji je tu imao rudnike i livnice za preradu olova, bakra, srebra i zlata. Porušena je za vreme Turaka. Obnavljana je 1871, 1895. i 1983. godine, posle zemljotresa.
Dužina crkve sa oltarom je oko 10 m a širina i visina po 5m. unutrašnjost crkve je živopisana ali freske nemaju neke posebne umetničke vrednosti. Do nje se stiže asfaltnim putem iz Lukovske Banje ka Kuršumliji posle 15 minuta umerenog hoda, a od Kuršumlije je udaljena 34 km.
Udaljena je od Niša 101 km, Kruševca 107 km i Beograda 297 km.